# Walter von Heinemann

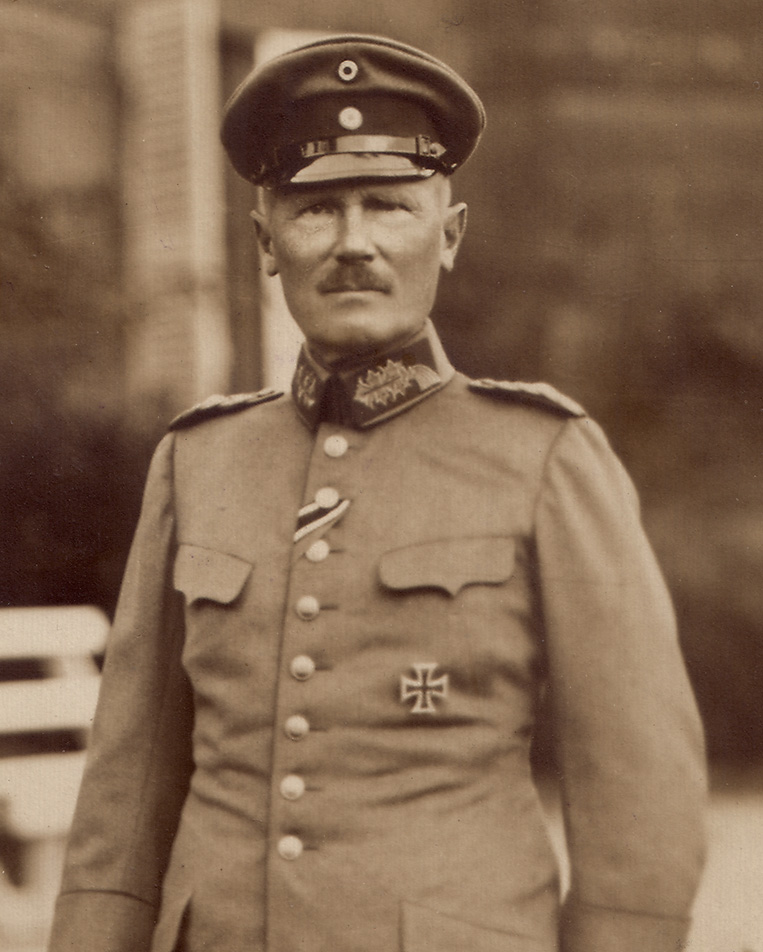
Walter von Heinemann

 Walter Johann Karl Wilhelm Ferdinand Arnold von Heinemann (* 27. Januar 1858 in Braunschweig; † 31. August 1928 in Berlin) war preußischer General der Infanterie.

## Leben

### Herkunft
Walter war Angehöriger derer von Heinemann und ein Sohn des Finanzrates und Schmetterlingskundlers Hermann von Heinemann (1812–1871) und dessen Ehefrau Theodore, geborene Gerstell. Seine ältere Schwester Margarete (1856–1939) wurde Äbtissin des Stifts Steterburg.

### Militärkarriere
Heinemann trat am 1. Oktober 1876 in das 1. Hannoversche Infanterie-Regiment Nr. 74 der Preußischen Armee ein und wurde dort am 14. Februar 1878 Sekondeleutnant. Ab 1. Oktober 1887 besuchte Heinemann die Kriegsakademie in Berlin und avancierte Mitte November 1887 zum Premierleutnant. Am 1. April 1898 wurde er Major und kam dann am 18. Oktober 1900 in den Stab der 37. Division in Allenstein. Am 27. Januar 1905 wurde er Oberstleutnant und trat im April in den Großen Generalstab in Berlin ein. Am 10. April 1906 wurde er Chef des Stabes des Militärgouverneurs der Festung Thorn. Seit 14. April 1907 zum Oberst befördert, wurde Heinemann am 22. März 1910 Kommandeur des 7. Thüringischen Infanterie-Regiments Nr. 96 in Gera. Am 21. April 1911 zum Generalmajor befördert, übernahm er gleichzeitig die Führung der 76. Infanterie-Brigade in Erfurt. Am 6. Januar 1914 beauftragte man Heinemann zunächst mit der Führung der 34. Division in Metz und ernannte ihn wenige Wochen später am 27. Januar 1914 unter Beförderung zum Generalleutnant zum Kommandeur dieses Großverbandes.
Kurz nach Beginn des Ersten Weltkriegs kämpfte seine Division am 25. August 1914 im Verband des XVI. Armee-Korps in der Schlacht bei Longwy. Am 25. April 1916 gab er die Divisionskommando ab und wurde am 6. August 1916 Kommandierender General des Stellvertretenden Generalkommandos des VI. Armee-Korps in Breslau. Für sein Wirken erhielt er im September 1916 den Stern zum Roten Adlerorden II. Klasse mit Eichenlaub und Schwertern. In Genehmigung seines Abschiedgesuches wurde Heinemann am 29. November 1917 unter Verleihung des Charakters als General der Infanterie mit der gesetzlichen Pension zur Disposition gestellt und mit dem Kronenorden I. Klasse mit Schwertern ausgezeichnet.

### Familie
Heinemann heiratete am 12. November 1895 die in Moskau geborene Mila Jenna Cornelius. Ihre Tochter Ursula heiratete 1925 den Generalmajor und Wehrersatzinspektor Georg von Prondzynski.

## Auszeichnungen
- Komtur II. Klasse des Ordens Heinrichs des Löwen[4]
- Reußisches Ehrenkreuz I. Klasse[4]
- Komtur I. Klasse des Herzoglich Sachsen-Ernestinischen Hausordens[4]
- Ehrenkreuz von Schwarzburg I. Klasse[4]